# هده

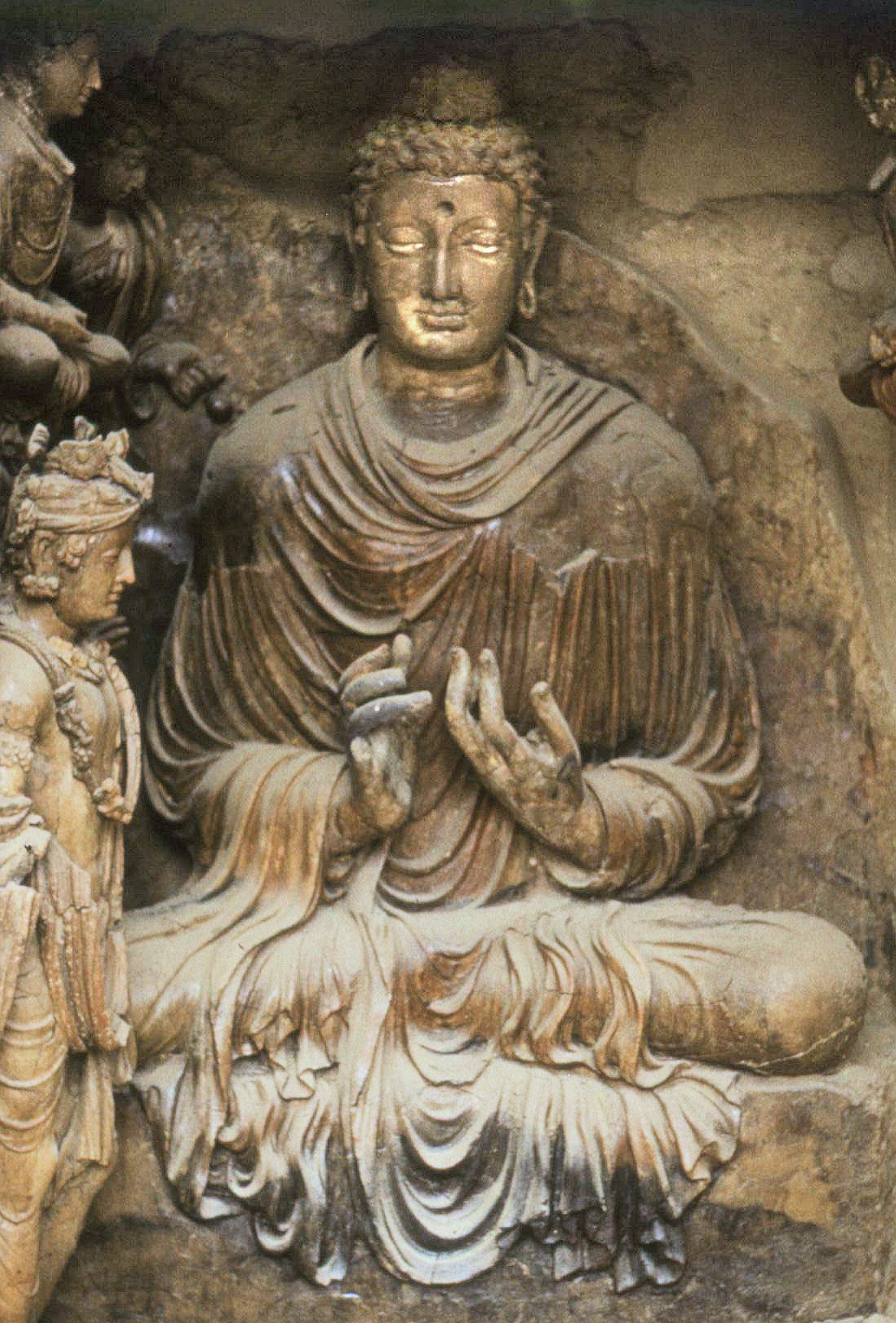
بودای نشسته، صومعه تپه شتر (طاقچه V1)، قرن دوم میلادی، هده

هَده (به پشتو: هډه) یک مکان باستانی یونانی-بودایی است که در ده کیلومتری جنوب شهر جلال‌آباد، در ولایت ننگرهار در شرق افغانستان واقع شده است. گفته می‌شود که هده تقریباً به‌طور کامل در جنگ‌های داخلی افغانستان ویران شده است.

## پیشینه
حدود ۲۳۰۰۰ مجسمه یونانی-بودایی، هم از جنس گل و هم گچ، در دهه‌های ۱۹۳۰ و ۱۹۷۰ در هده کشف شد. این یافته‌ها عناصر بودیسم و هلنیسم را با سبکی تقریباً کاملاً هلنیستی ترکیب می‌کنند.
اگرچه سبک آثار باستانی معمولاً مربوط به اواخر دوره هلنیستی قرن دوم یا اول قبل از میلاد است، اما مجسمه‌های هده معمولاً (البته با کمی عدم قطعیت) به قرن اول میلادی یا بعد از آن (یعنی یک یا دو قرن بعد) مربوط می‌شوند. این اختلاف ممکن است با حفظ سبک‌های هلنیستی متأخر برای چند قرن در این بخش از جهان توضیح داده شود. با این حال، ممکن است که این آثار باستانی در واقع در اواخر دوره هلنیستی تولید شده باشند.
با توجه به قدمت این مجسمه‌ها و پالایش فنی که نشان‌دهنده هنرمندانی است که کاملاً با تمام جنبه‌های مجسمه‌سازی یونانی آشنا هستند، گفته شده است که جوامع یونانی مستقیماً در این تحقق‌ها نقش داشته‌اند و «این منطقه ممکن است مهد مجسمه‌سازی اولیه بودایی به سبک هندویونانی باشد».
سبک بسیاری از آثار در هده به شدت هلنیستی است و می‌توان آن را با مجسمه‌های یافت شده در معبد آپولو در باسای، یونان مقایسه کرد.
نام مکان هده ریشه در سانسکریت haḍḍa n. m.، «استخوان» یا یک *haḍḍaka ثبت نشده، adj.، «(مکان) استخوان‌ها» دارد. اولی - اگر یک شکل فسیل شده نباشد - باعث پیدایش Haḍḍ در زبان‌های عامیانه بعدی شمال هند (و در وام‌واژه‌های هندی باستان در پشتو مدرن) شده است. دومی به‌طور طبیعی باعث پیدایش شکل Haḍḍa شده است و به خوبی منعکس کننده این باور است که هده یک یادگار استخوانی از بودا را در خود جای داده است. اصطلاح haḍḍa به عنوان یک وام‌واژه در پشتو haḍḍ، n. , id یافت می‌شود و ممکن است منعکس کننده تأثیر زبانی جمعیت اصلی پیش از اسلام منطقه باشد.

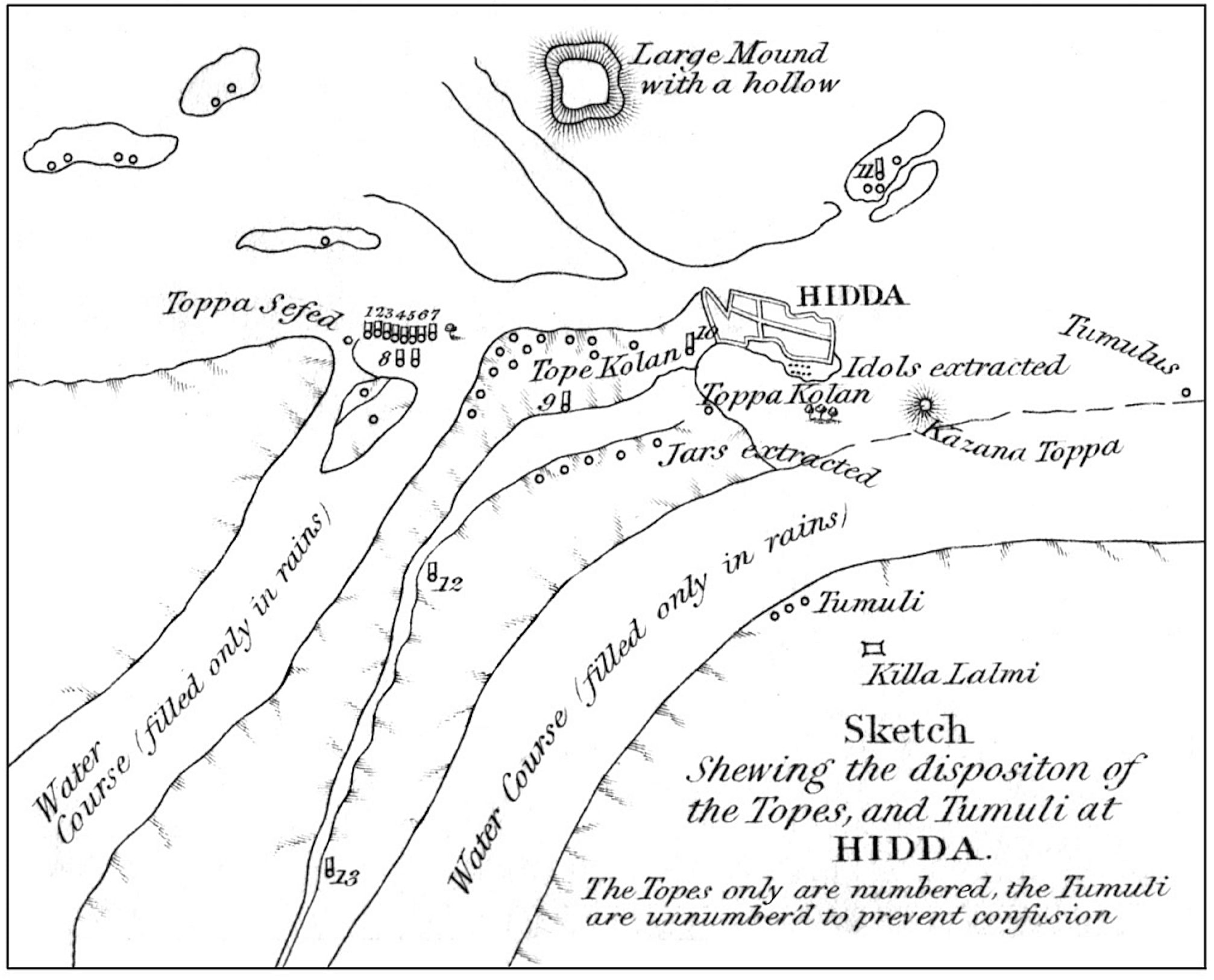
نقشه هده توسط چارلز ماسون، ۱۸۴۱
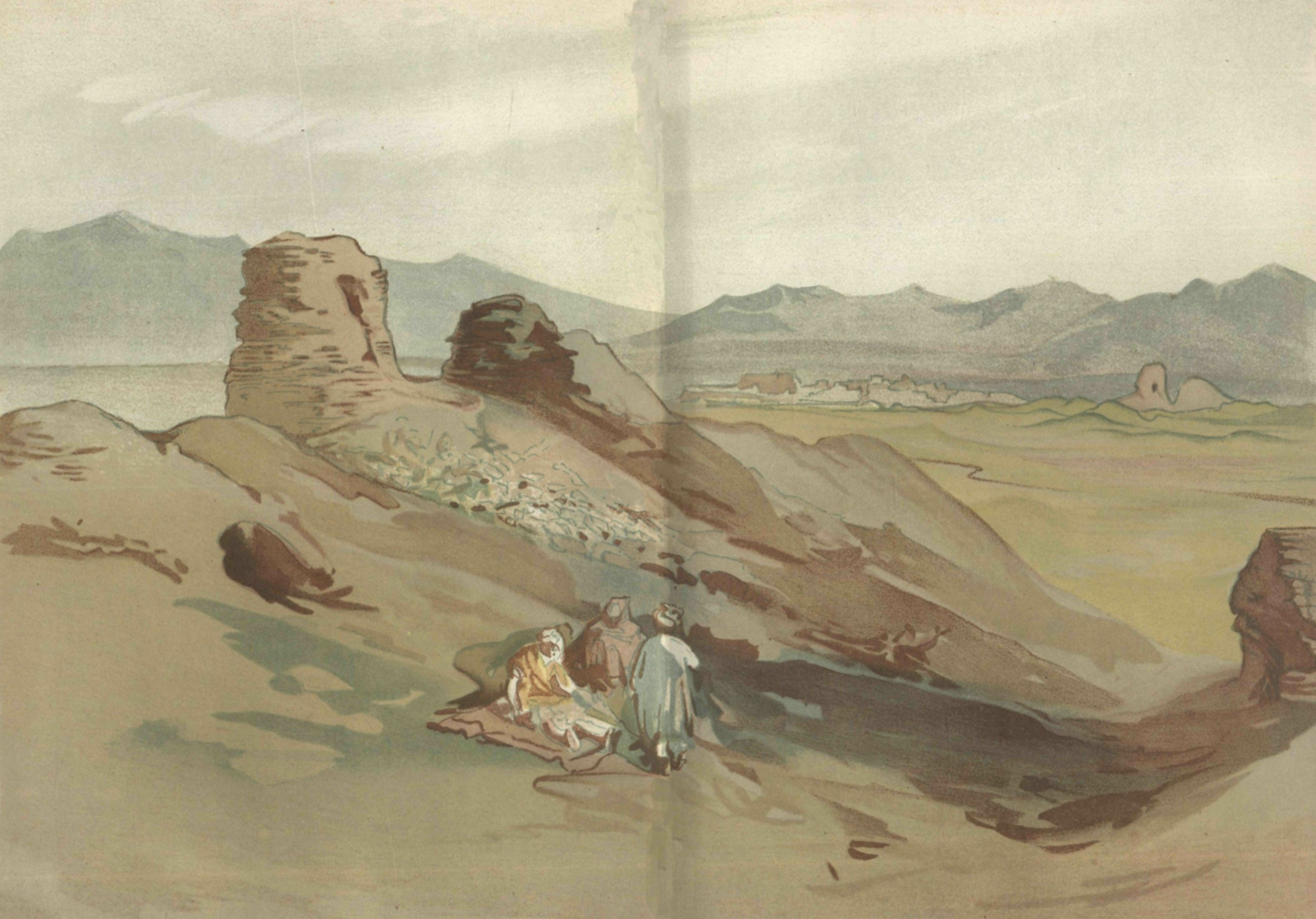
استوپاهای بودایی در هده، توسط ویلیام سیمپسون، ۱۸۸۱

## متون بودایی
باور بر این است که قدیمی‌ترین نسخه‌های خطی بودایی باقی مانده - در واقع قدیمی‌ترین نسخه‌های خطی هندی باقی مانده از هر نوع - در اطراف هده کشف شده‌اند. این نسخه‌های خطی که احتمالاً مربوط به حدود قرن اول میلادی هستند، بر روی پوست درخت به زبان گنداری با استفاده از خط خروشتی نوشته شده‌اند و در یک ظرف سفالی با کتیبه‌ای به همان زبان و خط کشف شده‌اند. آنها بخشی از متون از دست رفته فرقه سرواستیواده هستند که بر منطقه گنداره تسلط داشتند و در گسترش بودیسم به آسیای مرکزی و شرقی از طریق جاده ابریشم نقش اساسی داشتند. این نسخه‌های خطی اکنون در اختیار کتابخانه بریتانیا است.

## صومعه تپه شتر (قرن دوم میلادی)
تپه شتر یک صومعه بزرگ بودایی سرواستیوادا بود. به گفته باستان‌شناس ریموند آلچین، محل تپه شتر نشان می‌دهد که هنر یونانی-بودایی منطقه گنداره مستقیماً از هنر هلنیستی بلخ باستان، همان‌طور که در آی‌خانم دیده می‌شود، نشأت گرفته است.
قدیمی‌ترین سازه‌های تپه شتر (که توسط باستان شناسان "تپه شتر I" نامگذاری شده‌اند) به پادشاه پادشاهی هندو-سکایی آزس دوم (۳۵–۱۲ قبل از میلاد) برمی‌گردد.
یک گروه تندیس که در محل هده تپه شتر حفاری شده است، گوتاما بودا را نشان می‌دهد که توسط هراکلس کاملاً هلنیستی و توخه که شاخ نعمت را در دست دارد، احاطه شده است. تنها اقتباس از شمایل‌نگاری یونانی این است که هراکلس به جای گرز معمول خود، آذرخش وجره‌پانی را در دست دارد.
به گفته زمریالی طرزی، تپه شتر، با مجسمه‌های گلی مربوط به قرن دوم میلادی، «حلقه گمشده» بین هنر هلنیستی بلخ و مجسمه‌های گچی بعدی یافت شده در هده، که معمولاً مربوط به قرن ۳ تا ۴ میلادی هستند، را نشان می‌دهد. مجسمه‌های تپه شتر همچنین با بسیاری از مجسمه‌های اولیه بودایی یافت شده در منطقه گندهارا معاصر هستند.

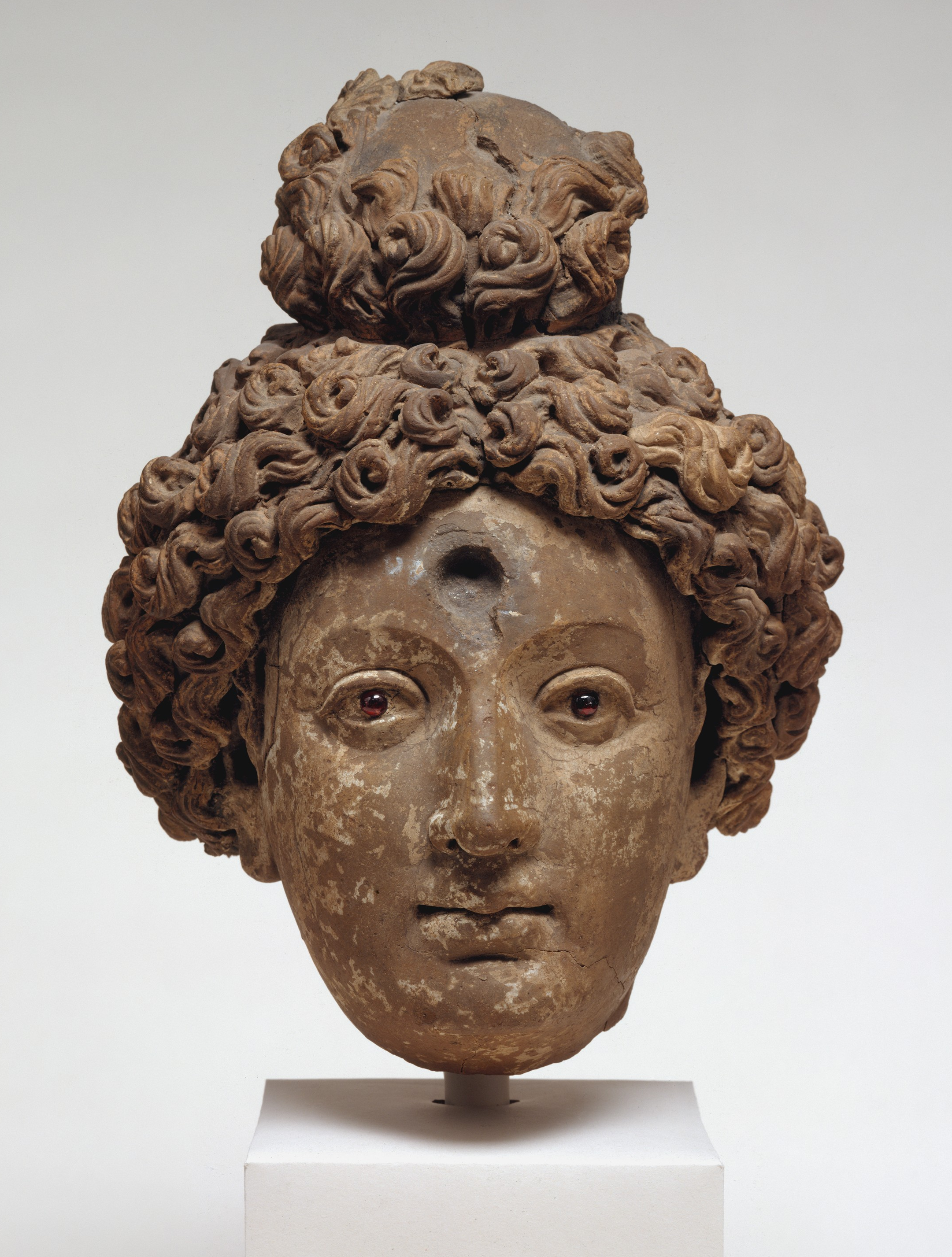
سر یک بودا یا بودیساتوا، رو به رو (قرن ۴ تا ۵)، احتمالاً هده، تپه شتر.
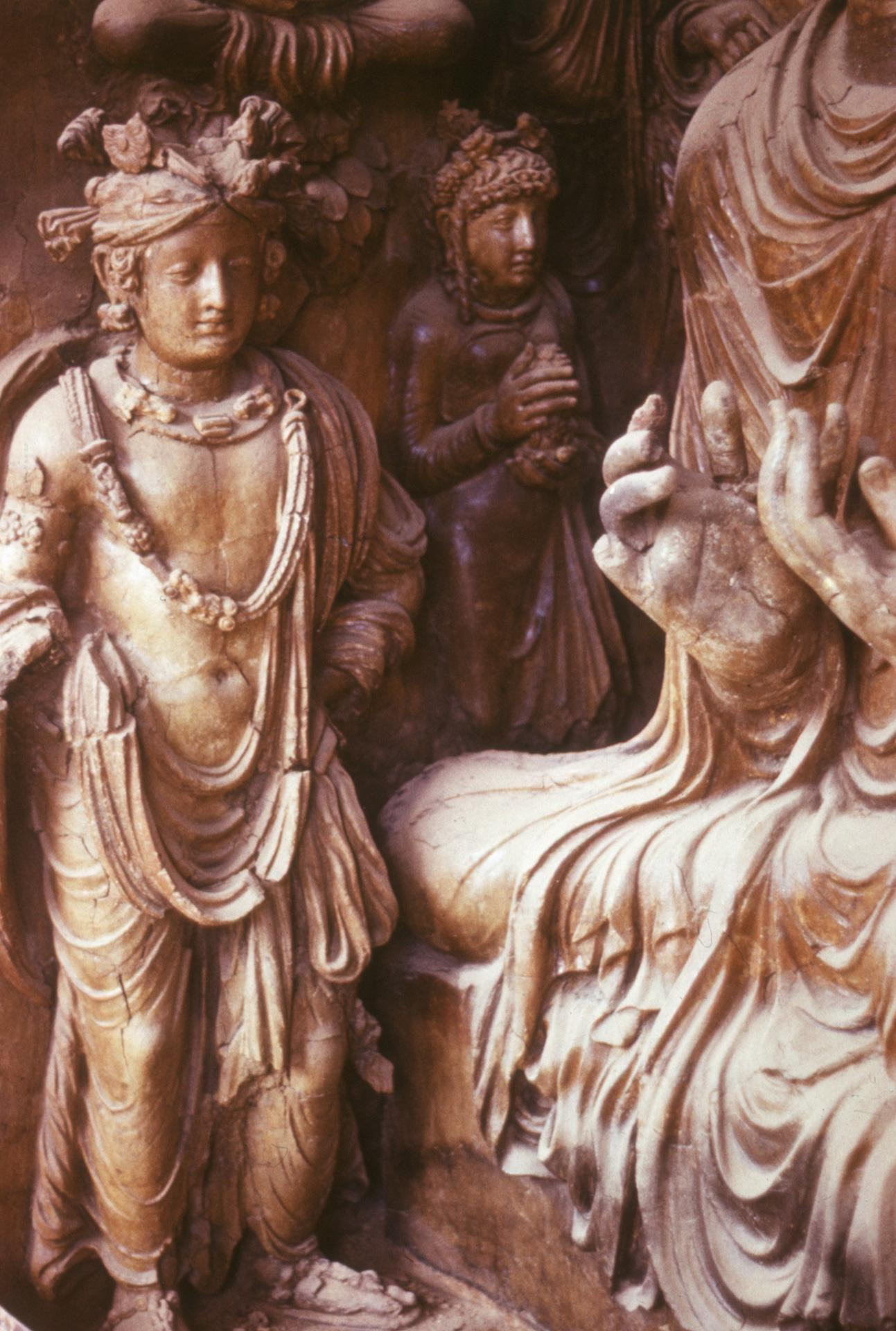
همراهان بودا، تپه شتر (طاقچه V1)
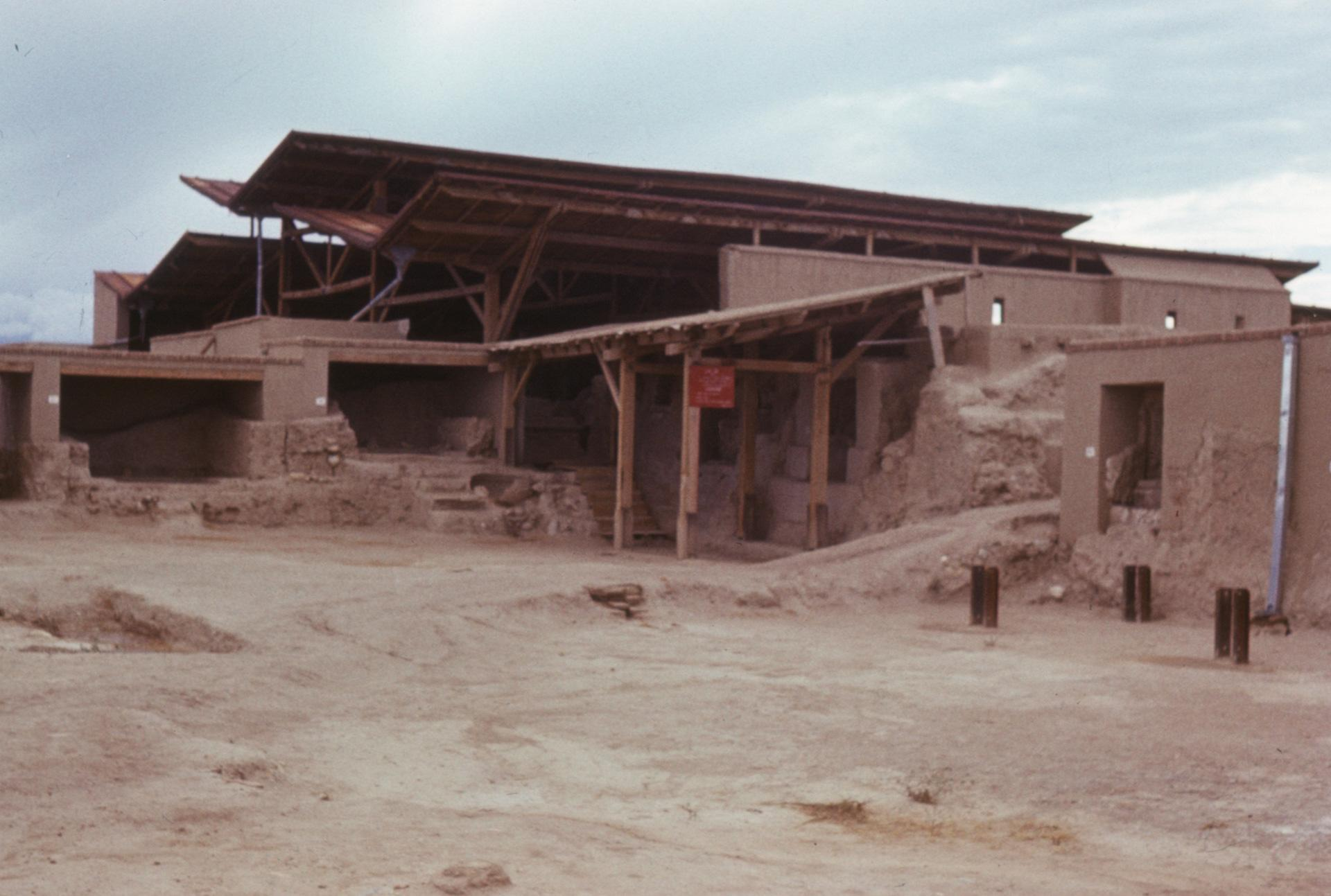
محل تپه شتر، با سقف محافظ.

## صومعه چاخیل غوندی (قرن ۲ تا ۳ میلادی)
صومعه چاخیل غوندی مربوط به قرن ۴ تا ۵ میلادی است. این صومعه در اطراف استوپای چاخیل غوندی، یک سنگ آهک کوچک استوپا (استوپه)، ساخته شده است. بیشتر بقایای استوپا در سال ۱۹۲۸ توسط هیئت باستان‌شناسی فرانسوی ژول بارتو از هیئت باستان‌شناسی فرانسه در افغانستان جمع‌آوری شد و از طریق همکاری با موزه ملی توکیو حفظ و بازسازی شده است. آنها امروز در موزه گیمه در پاریس به نمایش گذاشته شده‌اند. معمولاً مربوط به قرن ۲ تا ۳ میلادی است.
تزئینات استوپا نمونه جالبی از هنر یونانی-بودایی را ارائه می‌دهد که عناصر هنری عصر هلنیستی و شبه‌قاره هند را با هم ترکیب می‌کند. این بازسازی شامل چندین بخش، پایه تزئین شده استوپا، سایبان و عناصر تزئینی مختلف است.

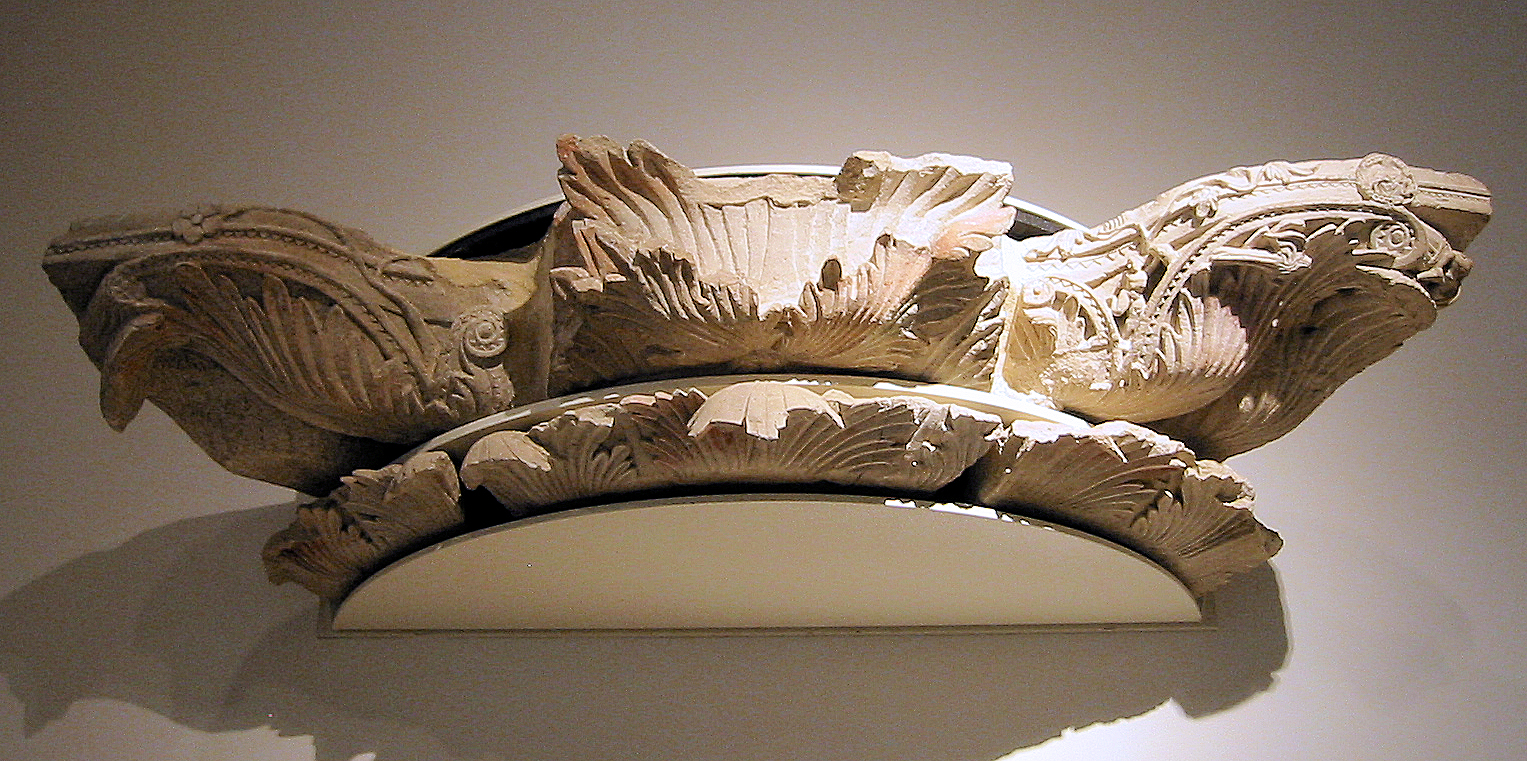
سایبان استوپا
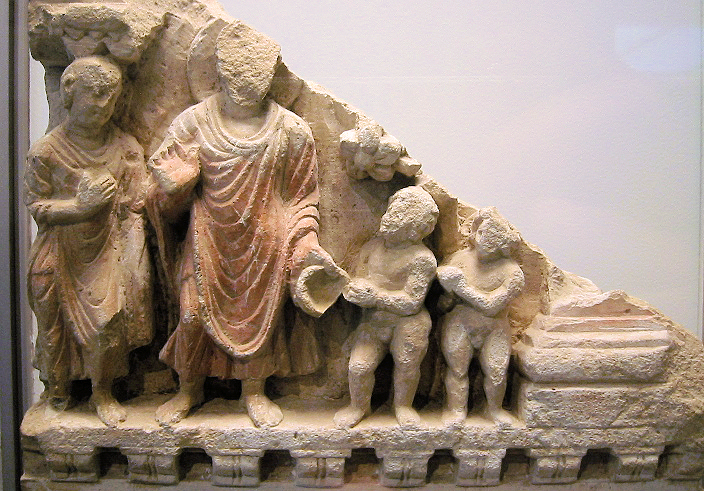
صحنه «هدیه خاک»، استوپای چخیل غوندی، منطقه گنداره.
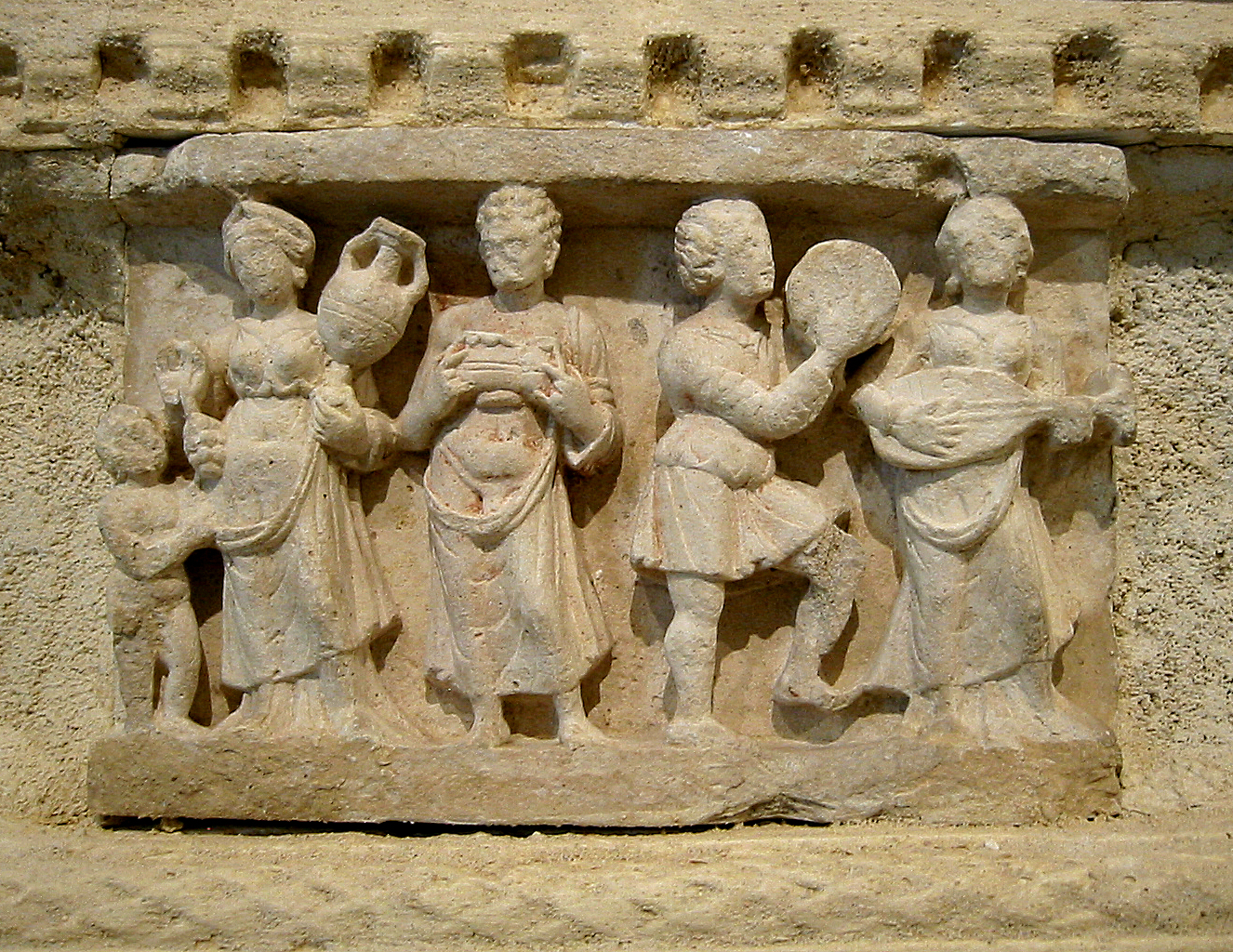
صحنه شراب و رقص، با افرادی با لباس هلنیستی

## صومعه تپه کلان (قرن ۴ تا ۵ میلادی)

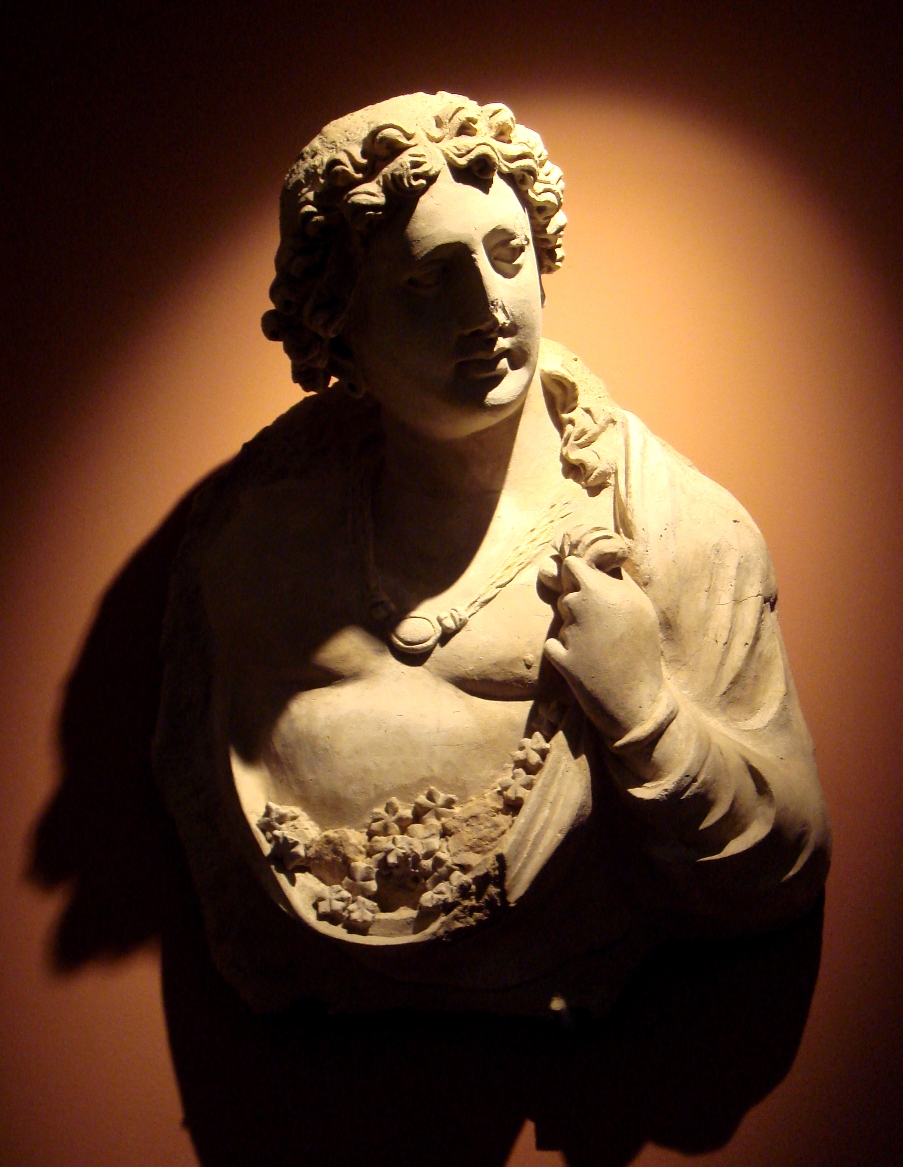
«جن با گل‌ها»، تپه کلان، هده، گنداره. قرن ۲ تا ۳ میلادی. موزه گیمه.

صومعه تپه کلان مربوط به قرن ۴ تا ۵ میلادی است. این صومعه توسط ژول بارتو حفاری شد.
یکی از معروف‌ترین آثار آن، همراه بودا است که سبک‌های آشکار هلنیستی را به نمایش می‌گذارد، "Genie au Fleur" که امروز در پاریس در موزه گیمه قرار دارد.

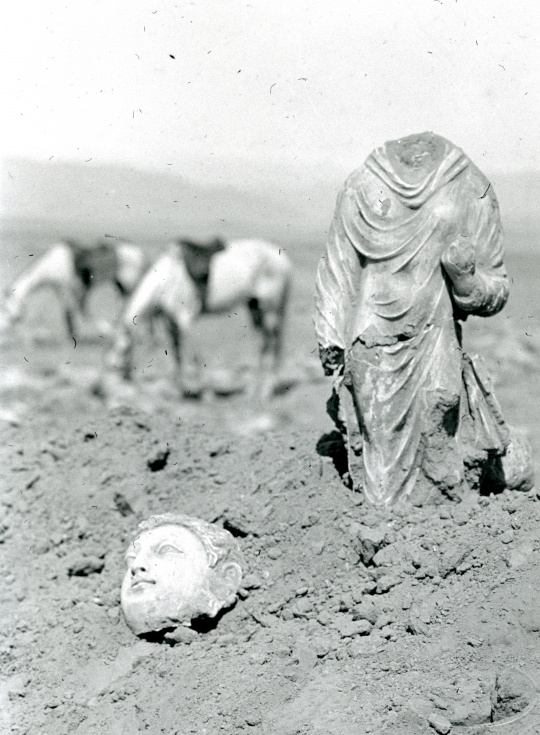
مجسمه بودا در تپه کلان، هده
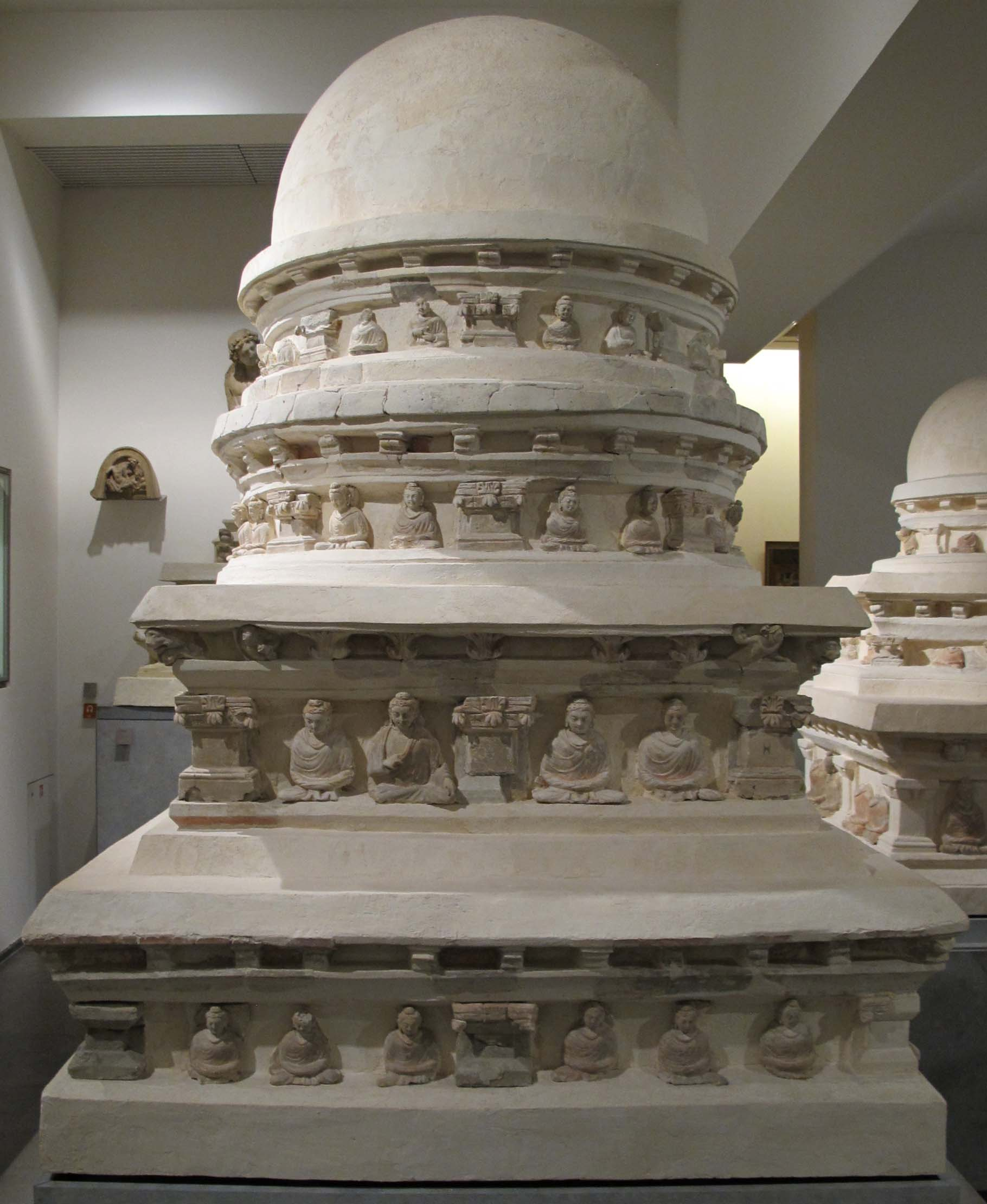
استوپای کوچک تزئین شده با بوداها، تپه کلان، قرن ۴ تا ۵ میلادی
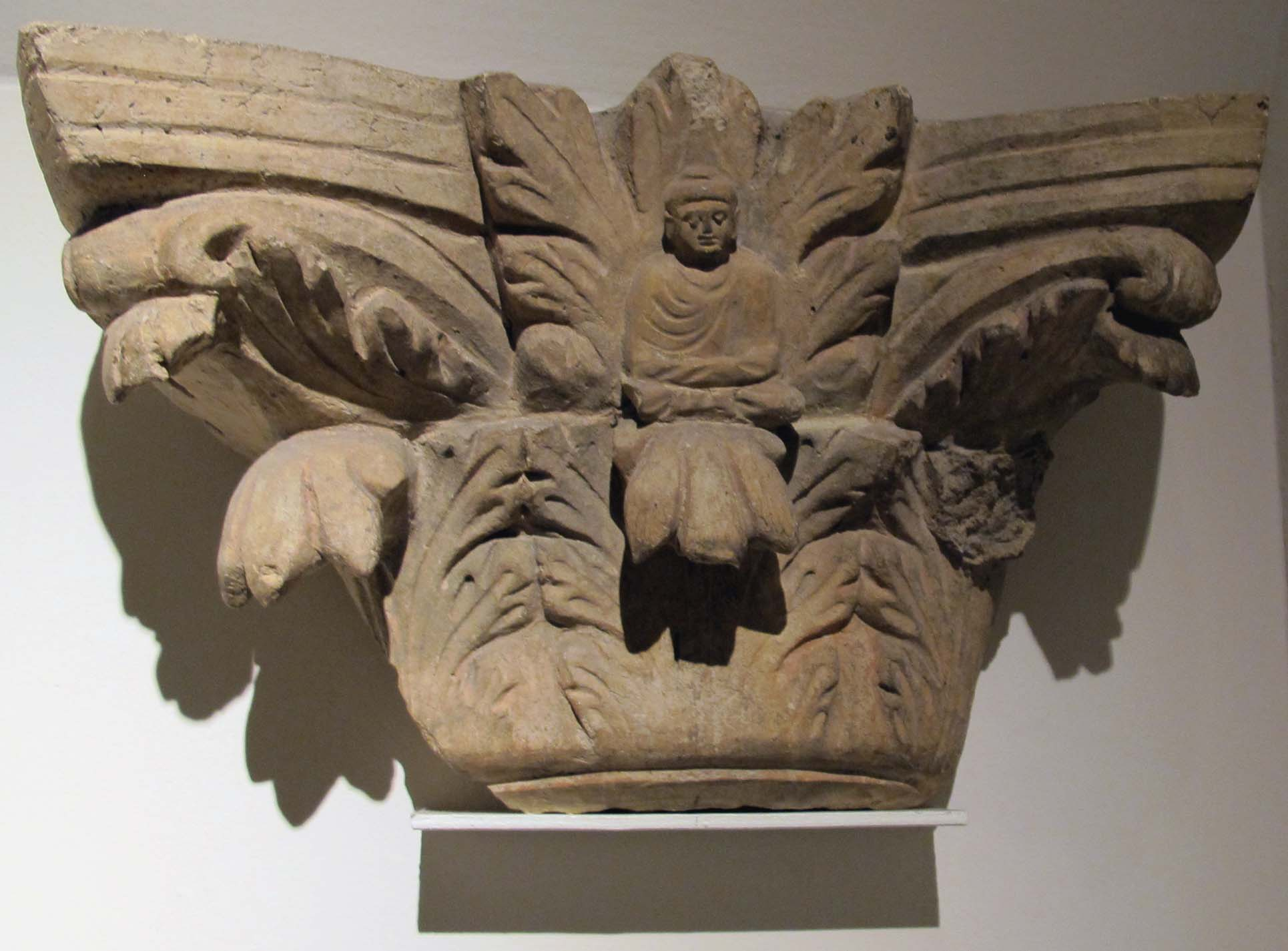
سرستون هندو-قرنتی، با شکل بودا در داخل برگ‌های پای خرس (سرده). تپه کلان.
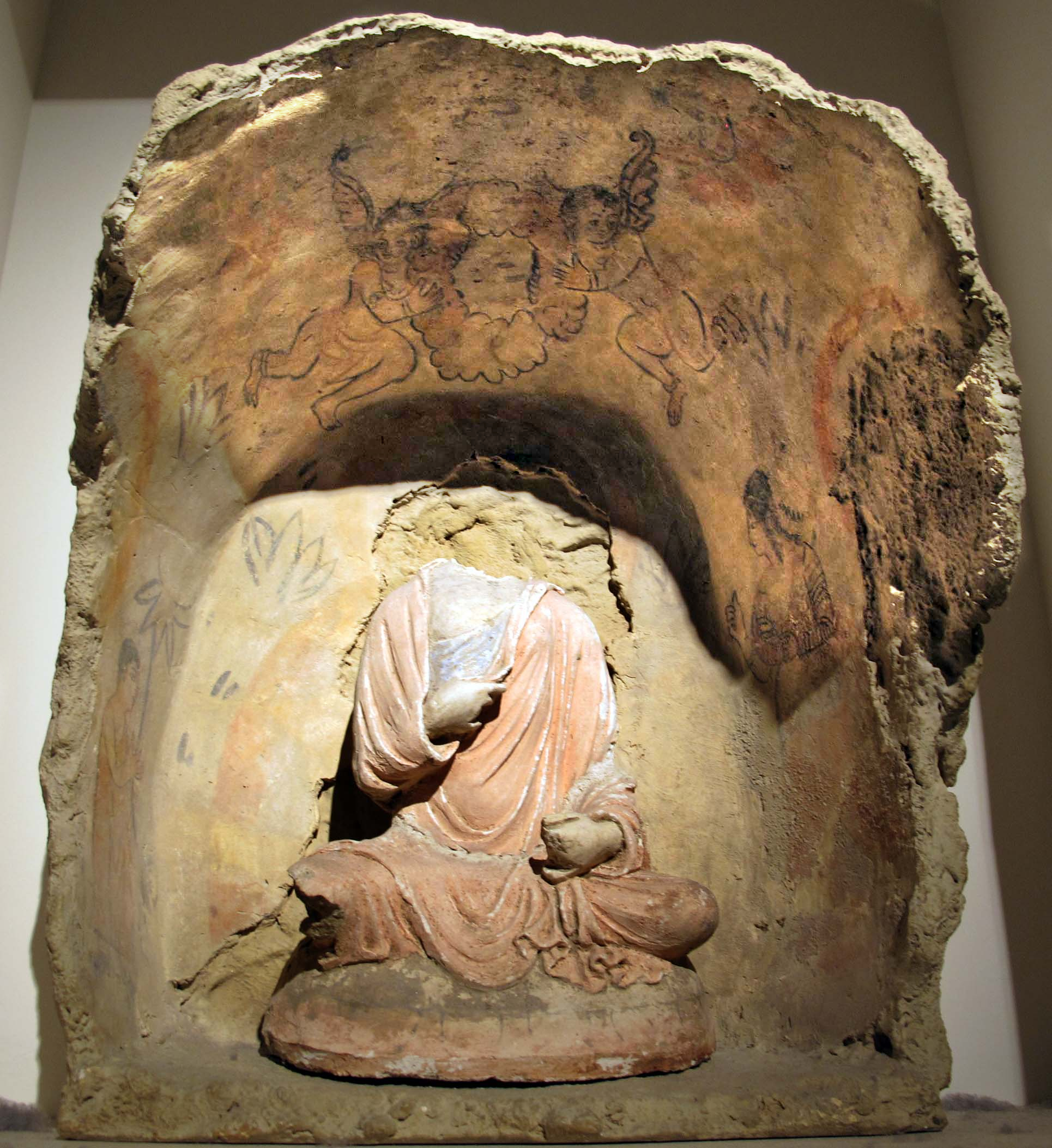
بودا با اروتس در حال پرواز که حلقه گلی را بالای سرش نگه داشته‌اند، تپه کلان، قرن سوم میلادی
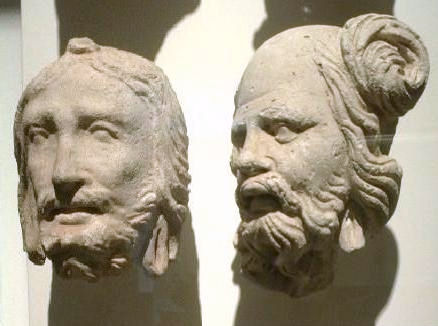
سرها، تپه کلان.
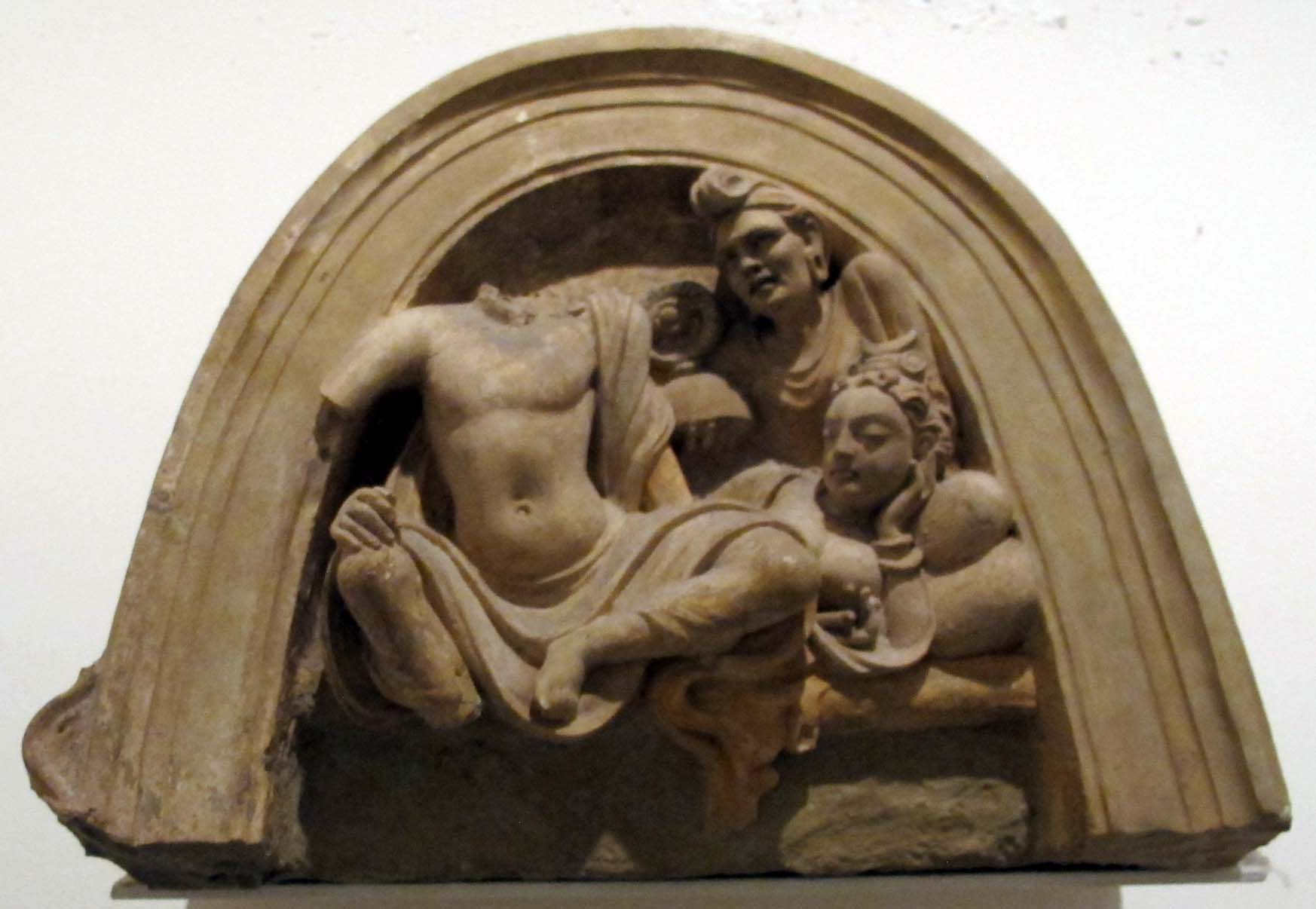
عزیمت بزرگ

## صومعه باغ گای (قرن ۳ تا ۴ میلادی)
صومعه باغ گای عموماً مربوط به قرن ۳ تا ۴ میلادی است. باغ گای دارای استوپاهای کوچک بسیاری با طاقچه‌های تزئین شده است.

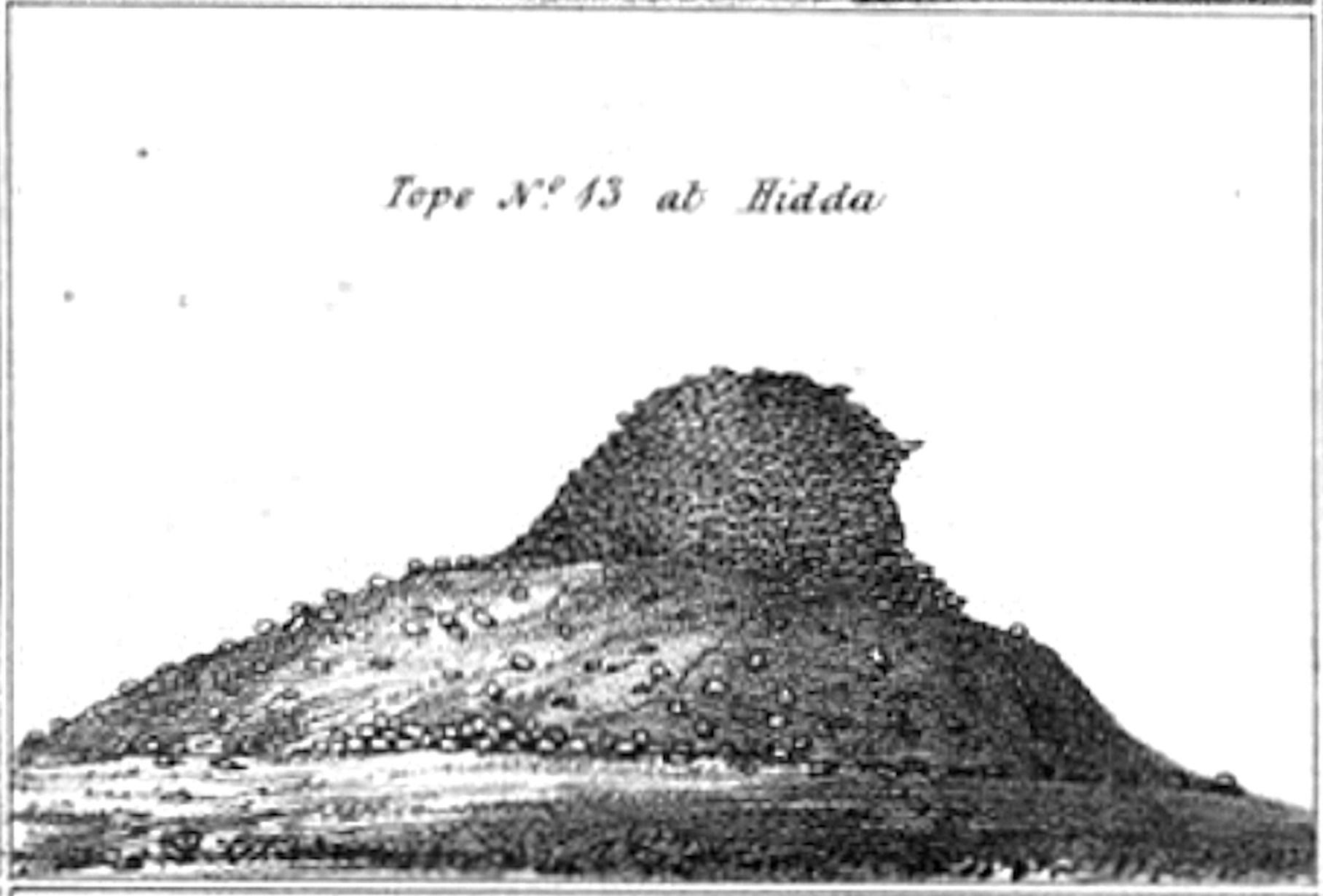
هده شماره ۱۳، صومعه باغ گای، توسط چارلز ماسون، ۱۸۴۲.
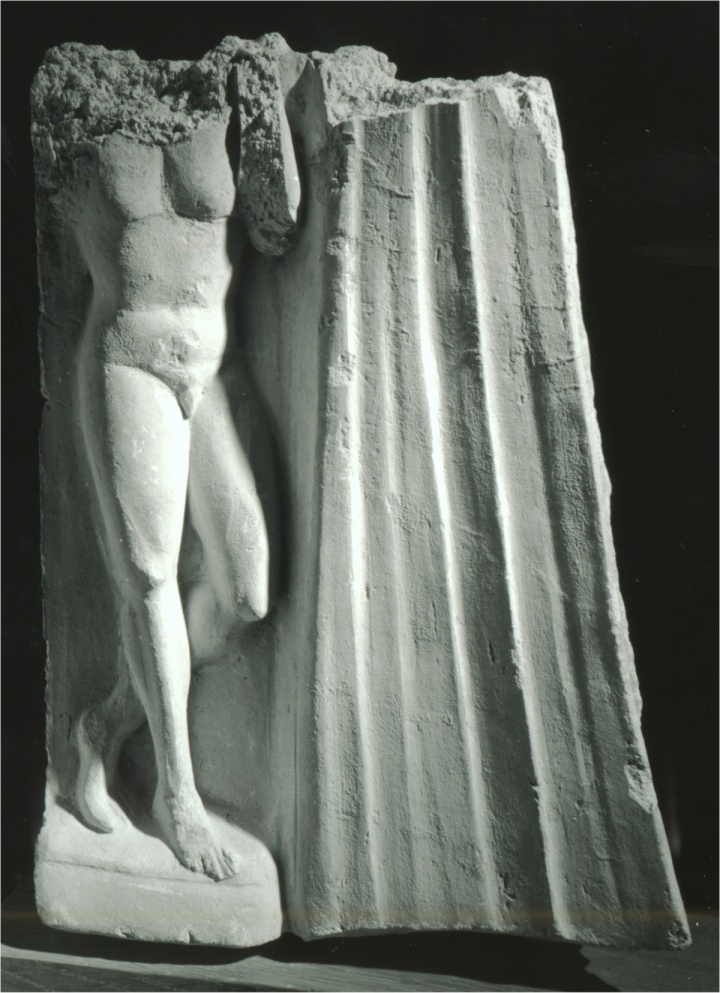
مجسمه از باغ گای
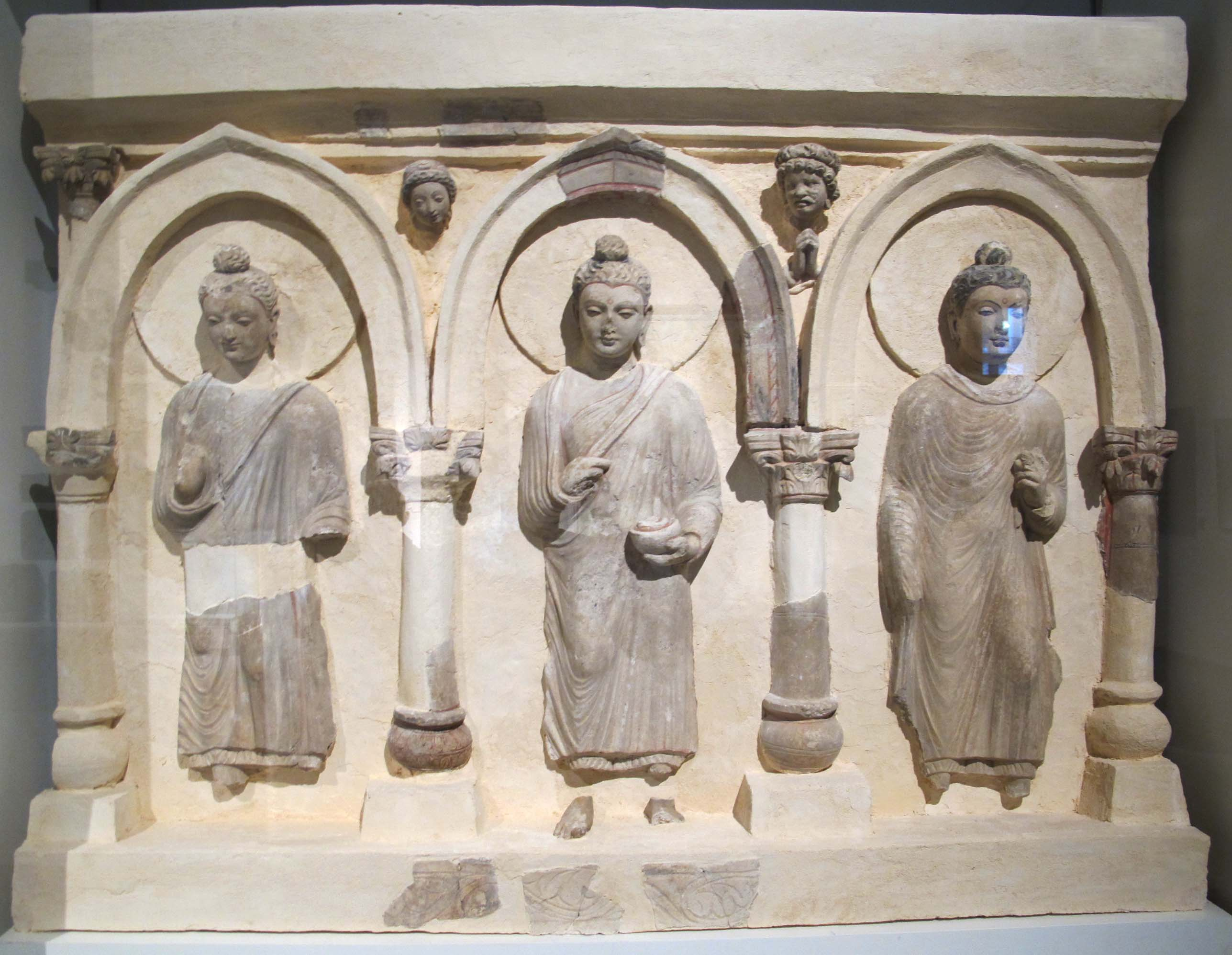
پانل تزئینی، صومعه باغ گای

## صومعه تپه کافریها (قرن ۳ تا ۴ میلادی)

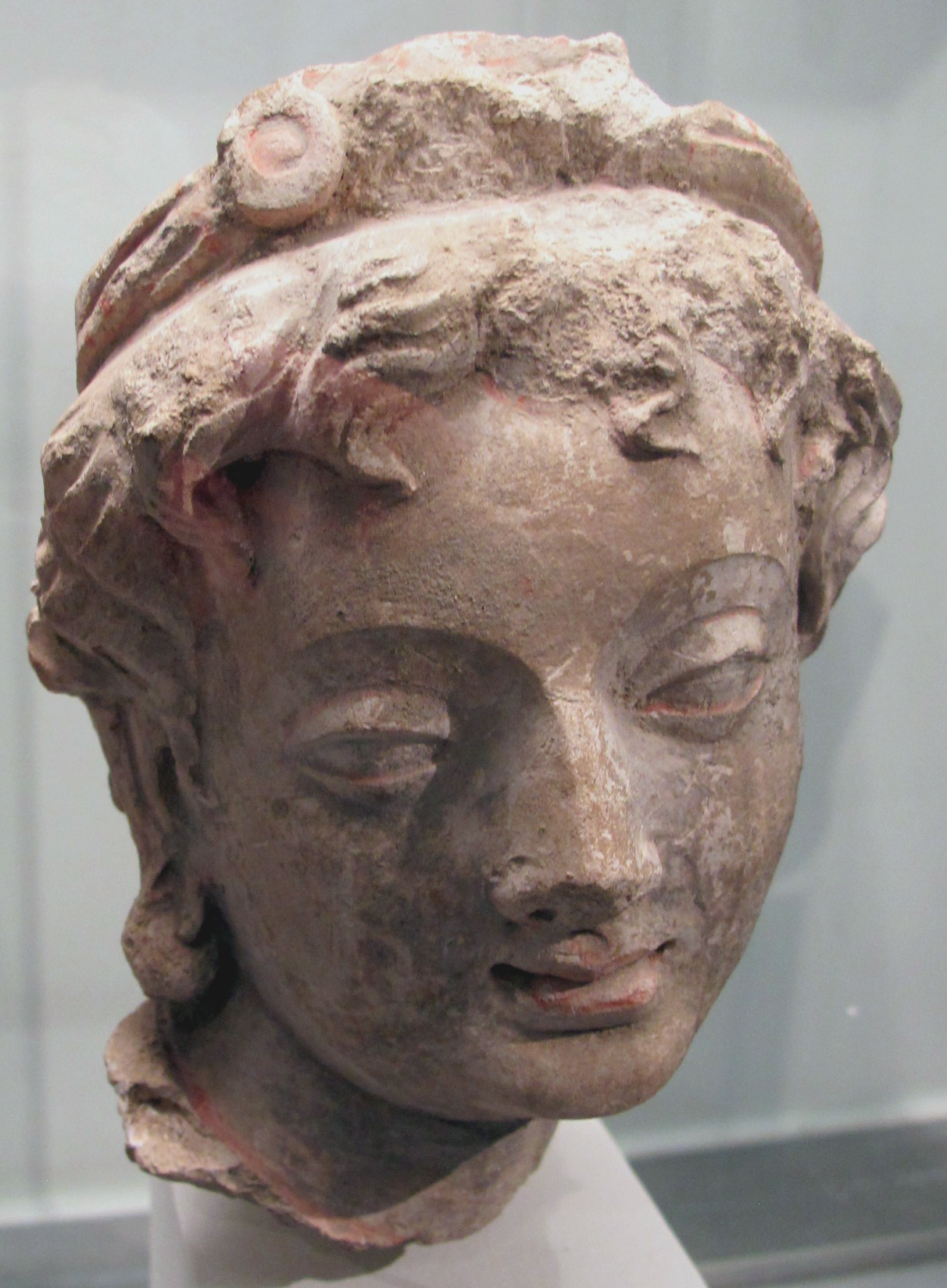
سر یک زائر زن، تپه کافریها، قرن ۳ تا ۴.

صومعه تپه کافریها عموماً مربوط به قرن ۳ تا ۴ میلادی است. این صومعه در سال‌های ۱۹۲۶–۲۷ توسط هیئتی به رهبری ژول بارتو به عنوان بخشی از هیئت باستان‌شناسی فرانسه در افغانستان حفاری شد.

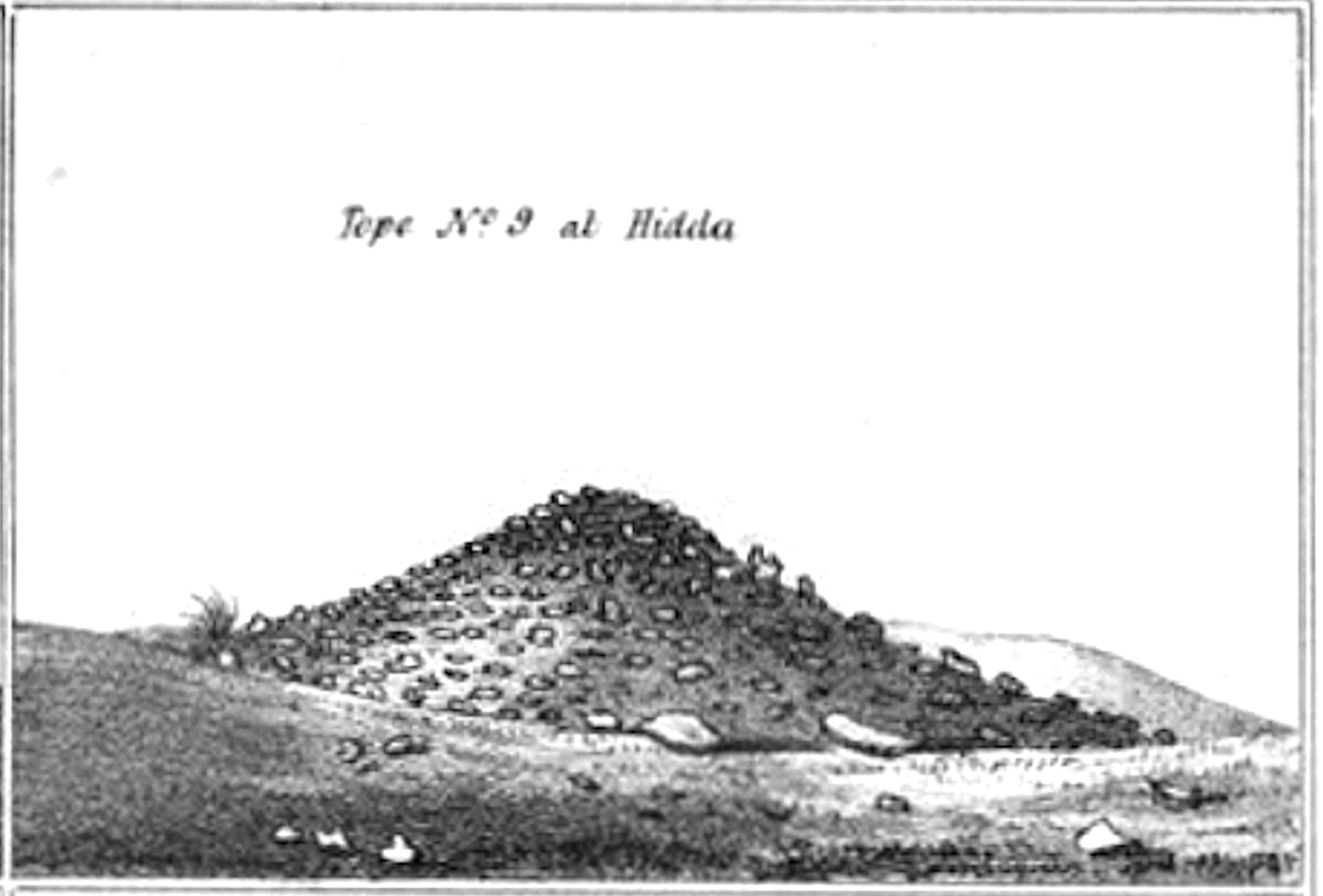
هده شماره ۹، تپه کافریها، توسط چارلز ماسون، ۱۸۴۲.
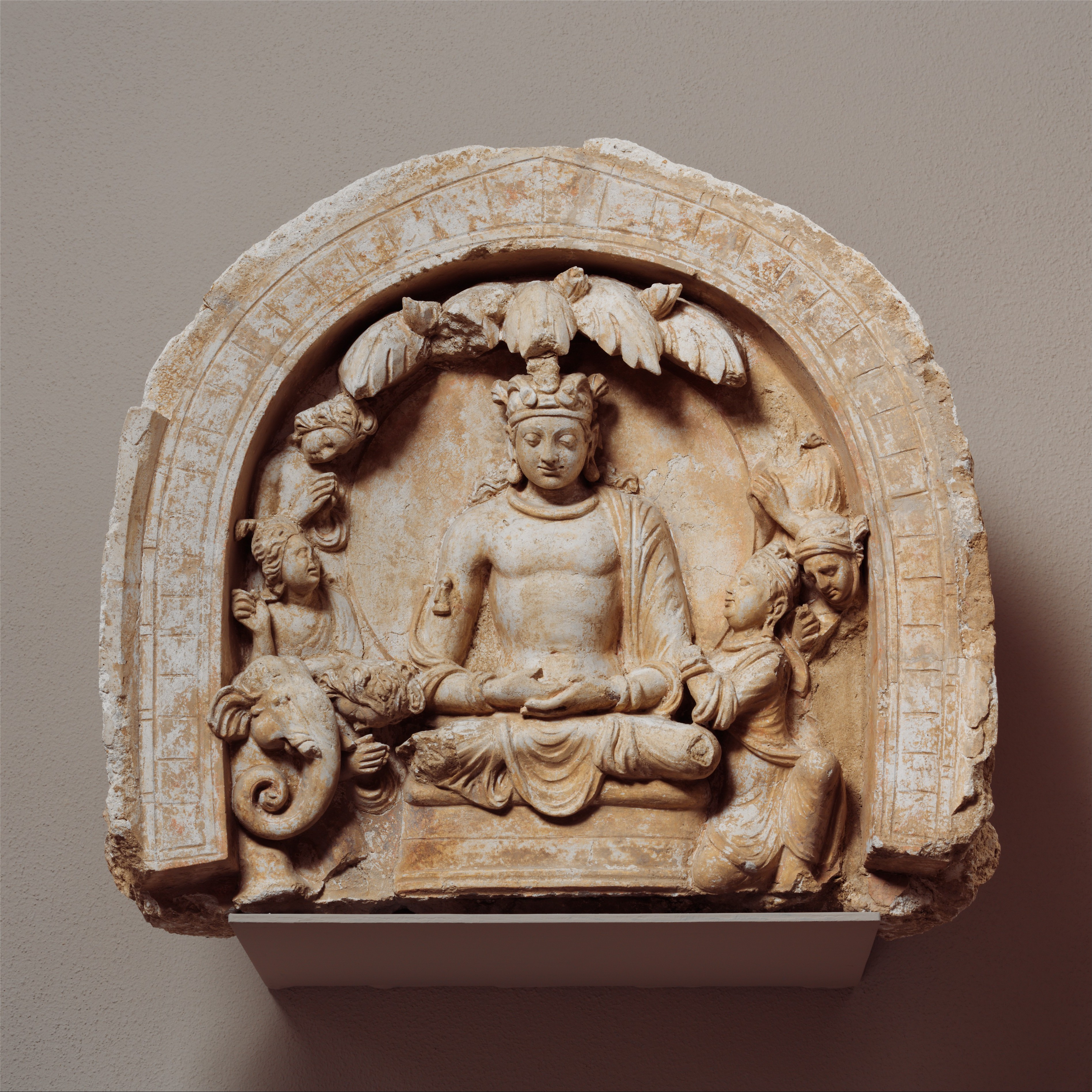
طاقچه با بودیساتوای نشسته شاکیه مونی، تپه کافریها. موزه هنر متروپولیتن.
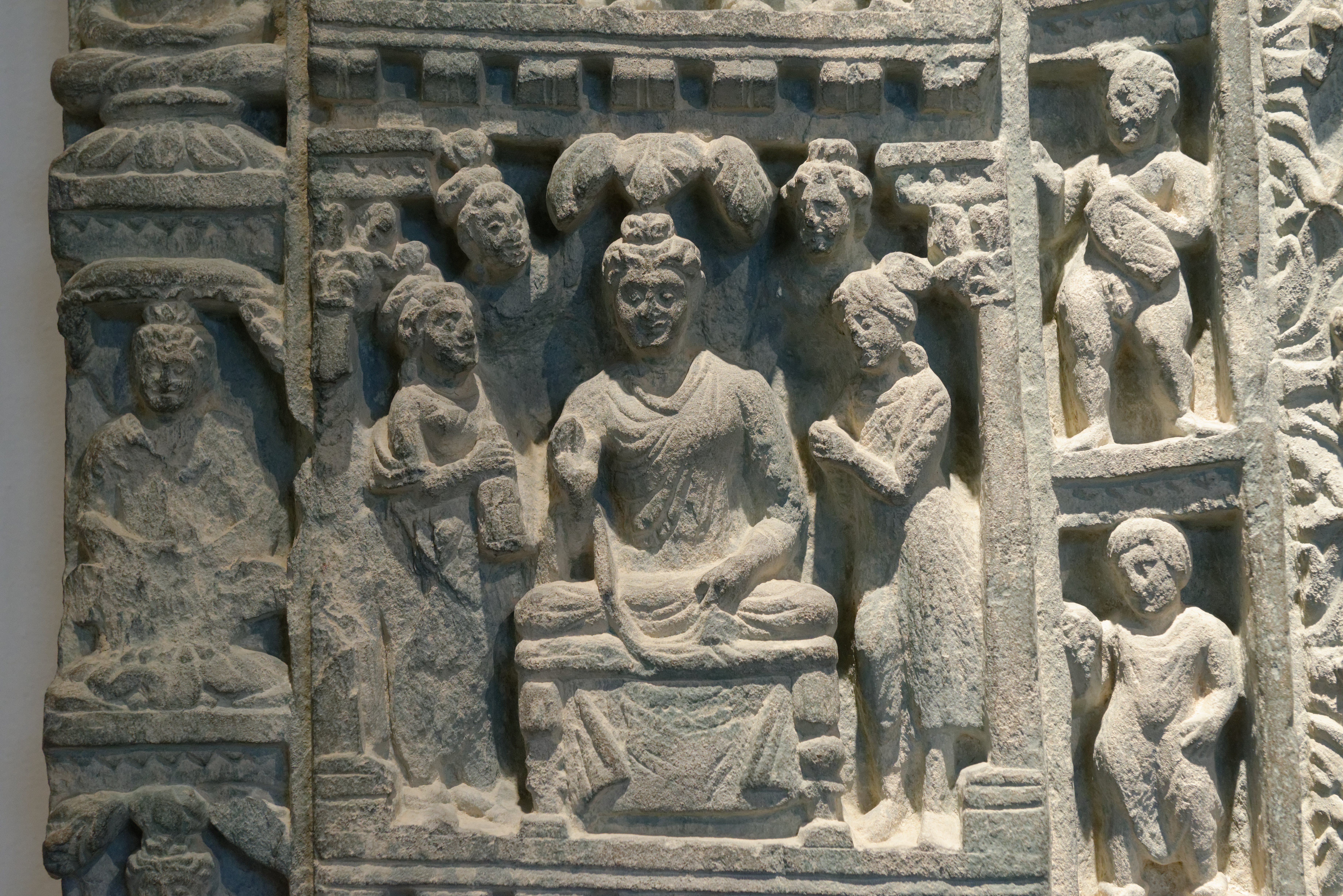
قاب درب: زندگی بودا. موزه گیمه
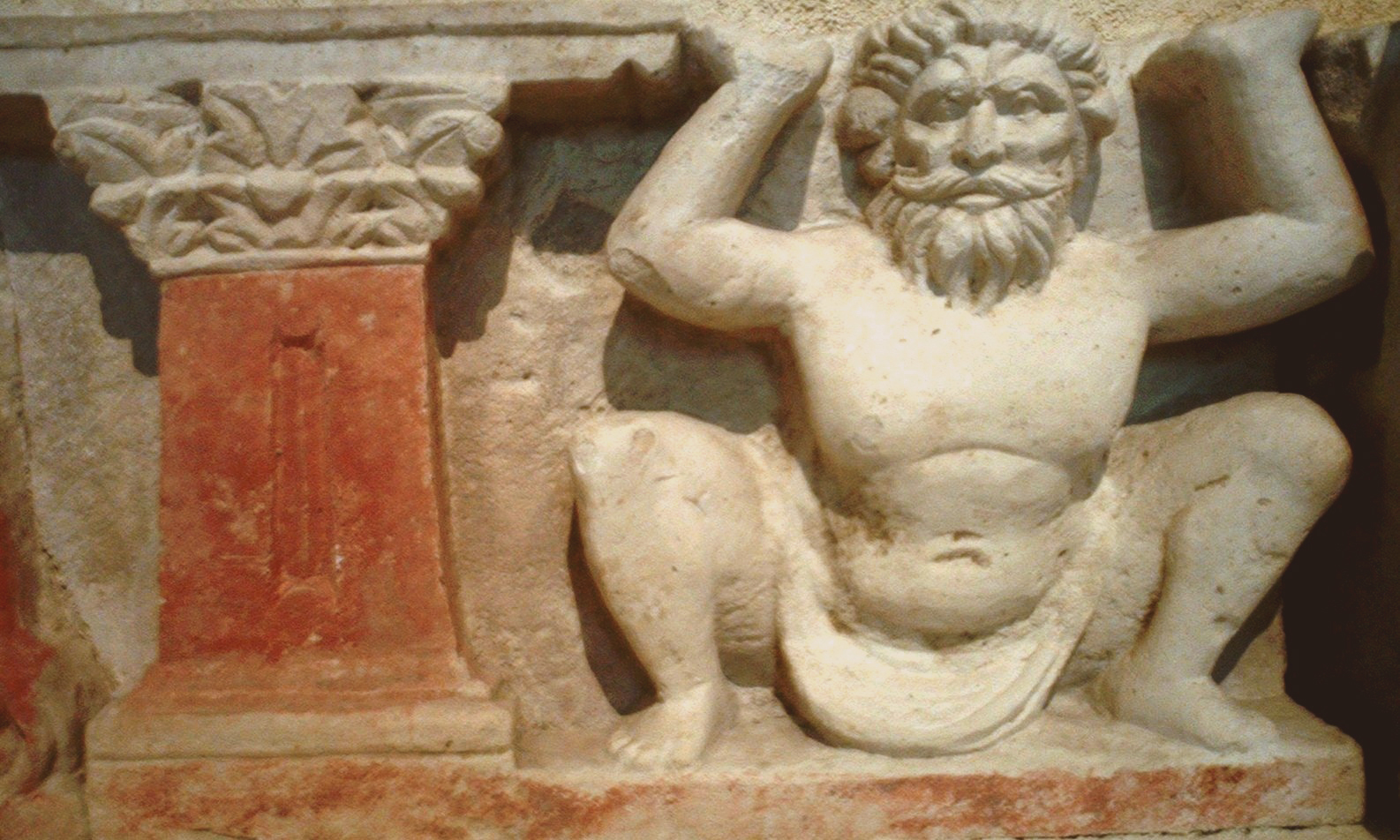
اطلس، در پایه یک استوپا، تپه کافریها.

## صومعه تپه کلان (قرن ۵ میلادی)
این استوپای بزرگ حدود ۲۰۰ متر در شمال شرقی شهر امروزی هده قرار دارد. ماسون آن را «تپه کلان» (هده ۱۰) نامید، بارتو «برج کافریها» و اکنون به عنوان «تپه تپه کلان» نامگذاری شده است.
استوپا در تپه کلان حاوی ذخایری از بیش از ۲۰۰ سکه عمدتاً نقره‌ای بود که مربوط به قرن ۴ تا ۵ میلادی است. این سکه‌ها شامل سکه‌های ساسانی بهرام چهارم (۳۸۸–۳۹۹ میلادی)، یزدگرد دوم (۴۳۸–۴۵۷ میلادی) و پیروز یکم (۴۵۷/۹–۸۴ میلادی) بود. همچنین پنج طلای رومی سولیدوس: تئودئوس دوم (۴۰۸–۵۰ میلادی)، مارسیانوس (۴۵۰–۴۵۷ میلادی) و لئون یکم (بیزانس) (۴۵۷–۴۷۴ میلادی) وجود داشت. بسیاری از سکه‌ها نیز تقلید هونی از سکه‌های ساسانی با اضافه شدن آلخون تمغا و ۱۴ سکه آلخون با حاکمانی که جمجمه‌های دراز مشخصه خود را نشان می‌دهند، بودند. همه این سکه‌ها به تاریخ اواسط تا اواخر قرن پنجم برای استوپا اشاره دارند.

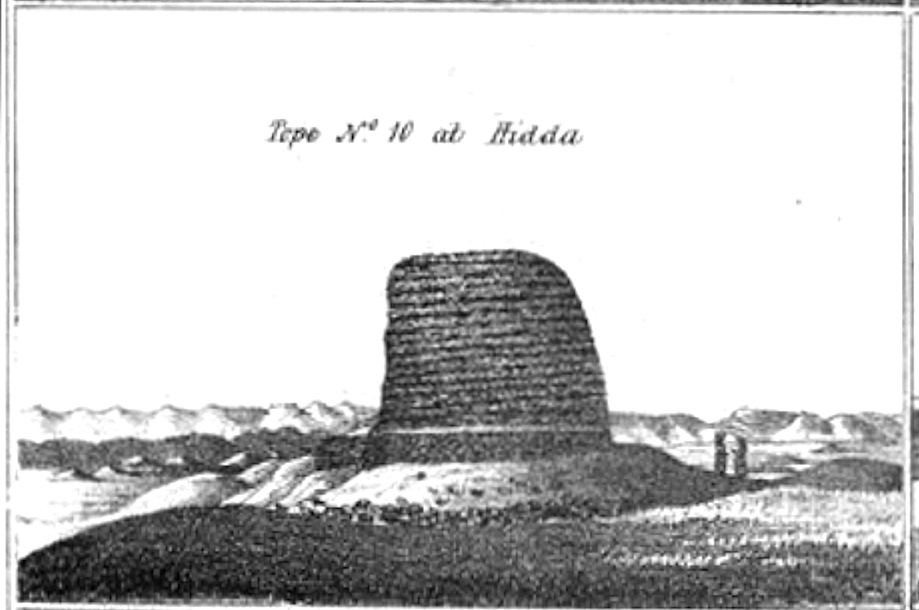
ویرانه‌های استوپا (هده ۱۰)
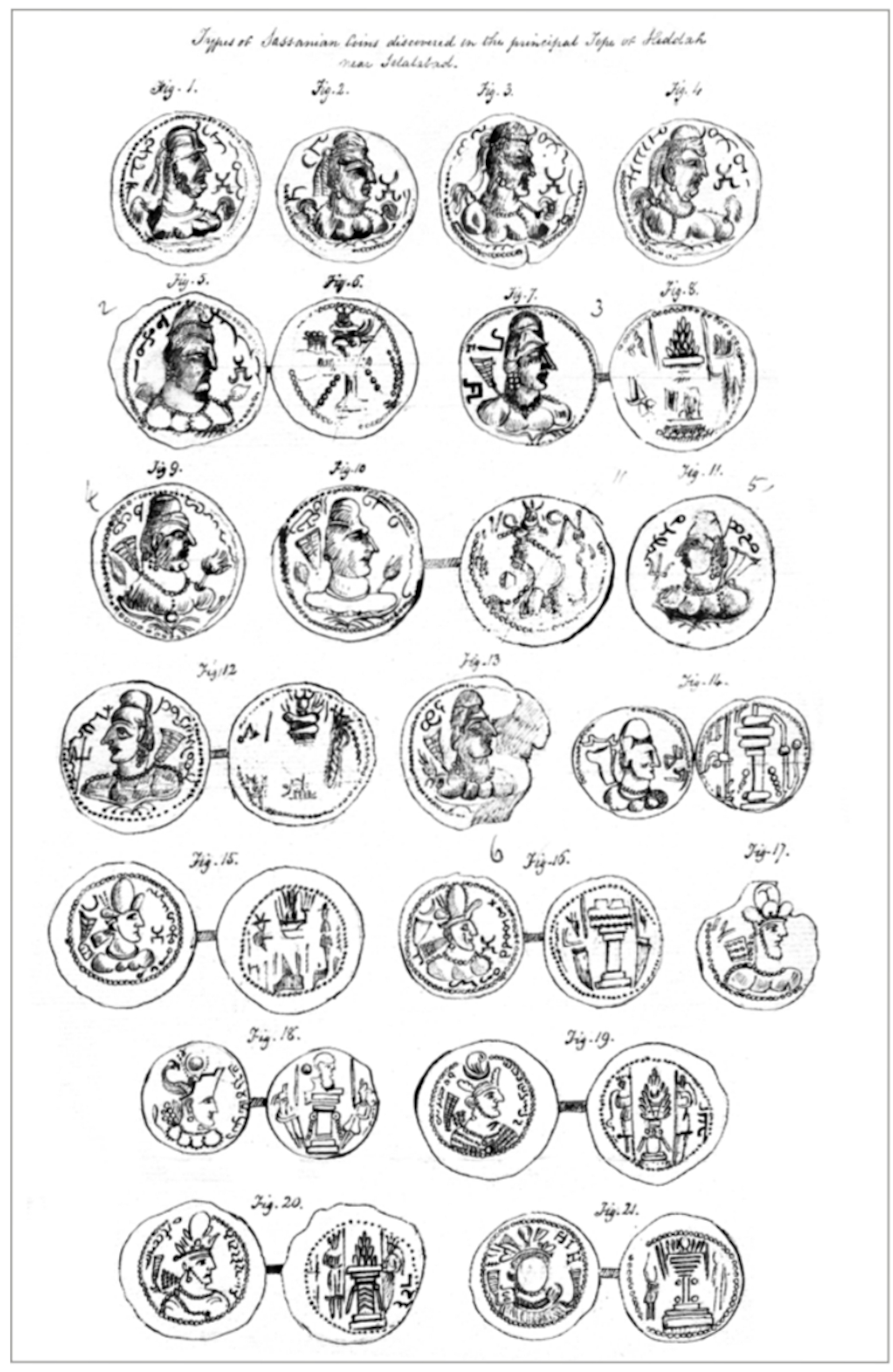
سکه‌های آلخون، ساسانی و کیداریان از تپه کلان (هده ۱۰)
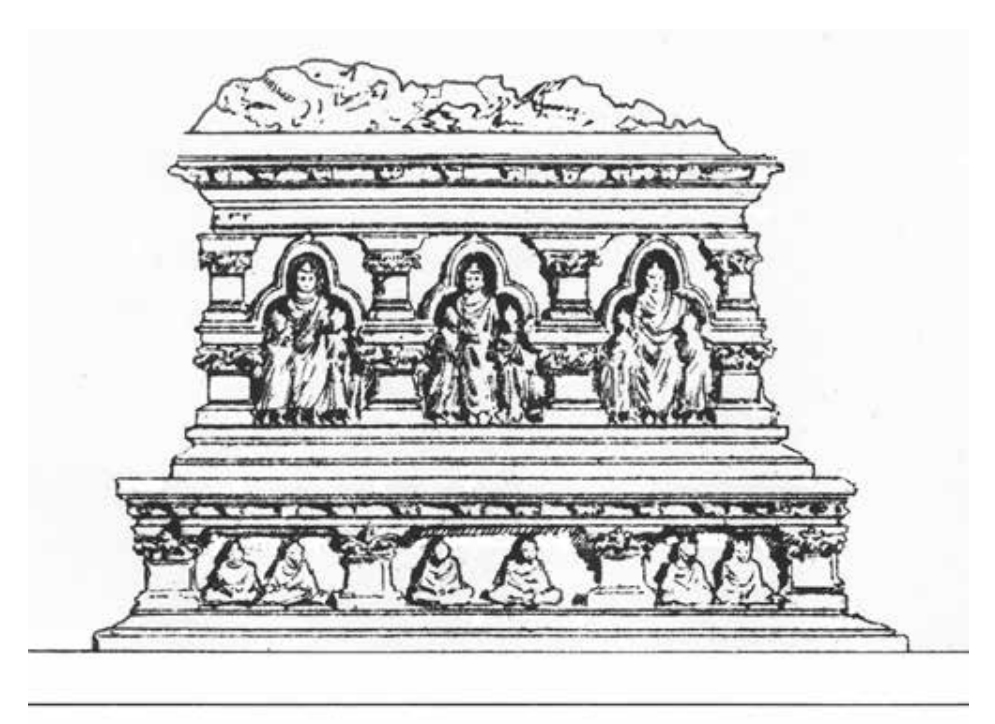
استوپای تزئینی کوچک در هده ۱۰

## نگارخانه

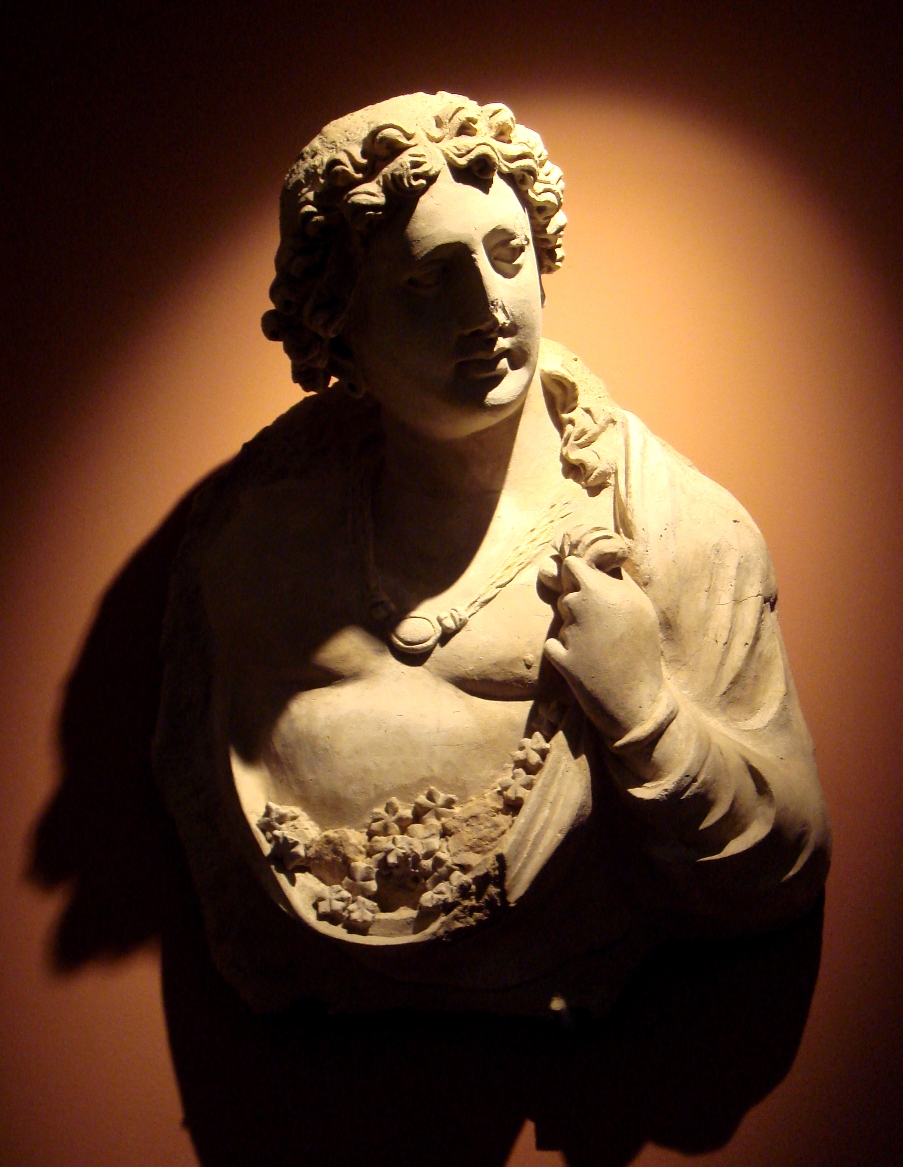
جنیوس حامل یک دسته گُل، هده، گنداره، سده دوم و سوم پس از میلاد، موزهٔ گیمه، پاریس.
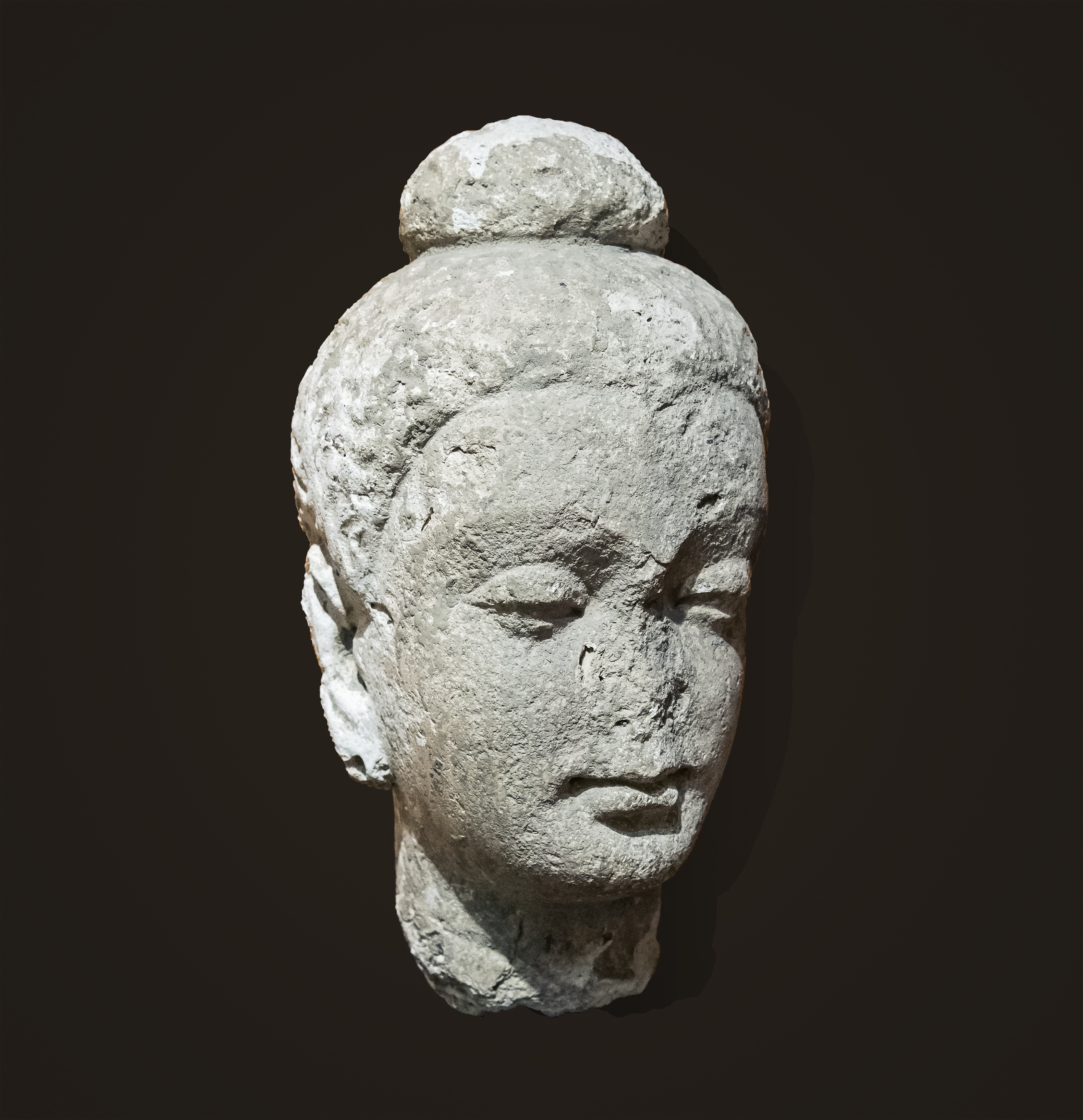
تندیس سر بودا.
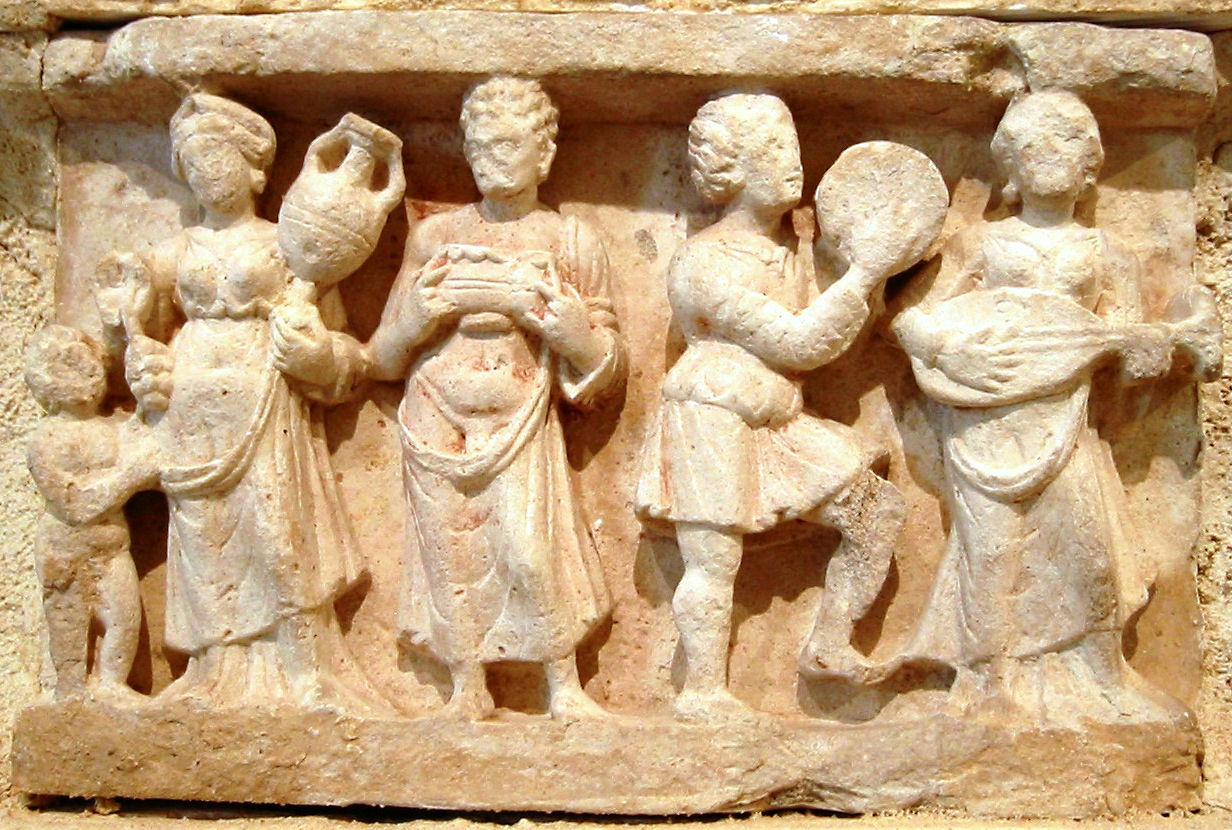
پوشاک یونانی، سده یکم پس از میلاد.
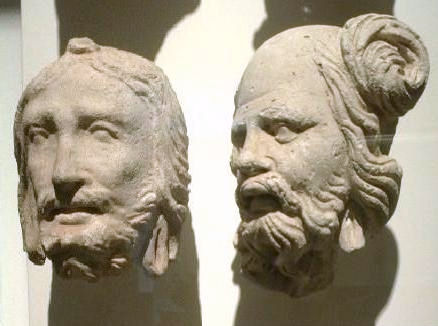
رخساره بودا، سده سوم پس از میلاد.

<gallery>
Image:HaddaBuddha.JPG|بودای چند رنگ، قرن دوم میلادی، هده.
File:Laughing boy JN 16 F.25-876 (1).jpg|"پسر خندان" از هده.
File:Man with helmet, Tapa Kalan, Hadda, 3rd-4th century CE.jpg|مرد با کلاه ایمنی، تپه کلان، هده، قرن ۳ تا ۴ میلادی
File:Hadda Buddha fragment, 3rd-4th century CE.jpg|قطعه بودای هده، قرن ۳ تا ۴ میلادی
File:Hadda statue, 3-4th century CE.jpg|مجسمه هده، قرن ۳ تا ۴ میلادی
File:MET DP264118 (cropped).jpg|سر بودا، احتمالاً از هده، حدود قرن ۵ تا ۶. موزه هنر متروپولیتن.<ref>{{cite web |url= (https://www.metmuseum.org/art/collection/search/38228) |title=Head of Buddha